# Леопольд Мартин Карасінський
Леопо́льд Ма́ртин Карасі́нський (пол. Leopold Marcin Karasiński; 6 жовтня 1886, Лежайськ — 27 вересня 1952, Вроцлав) — львівський архітектор.

## Біографія
Народився 6 жовтня 1886 року у місті Лежайськ (нині Підкарпатського воєводства). Закінчив львівську Промислову школу (1902), Львівську політехніку (1907). Заснував у Львові власну архітектурну фірму (1909). До 1914 року споруджував переважно житлові будинки. Брав участь у військових діях Першої світової війни. У міжвоєнний період перейшов до стилістики функціоналізму. Створив спілку з архітектором Тадеушем Врубелем. Активно застосовував залізобетонні конструкції. У 1939 році обраний у VI окрузі заступником члена міської ради за списками Католицько-народного блоку. Інженерно-архітектурне та будівельне бюро Леопольда Карасінського до початку другої світової війни містилося в кам'яниці на вул. Романовича, 6. Помер у Вроцлаві.
Львівські будівлі зведені за проєктами Карасінського
- Кам'яниці на нинішній вулиці Старосольських, 3, 5 (1909—1910)[4].
- 80-квартирний житловий будинок працівників гміни Львова на нинішній вулиці Жовківській. Проєкт 1931 року, співавтор Тадеуш Врубель. Керував спорудженням Максиміліан Кочур.[5].
- Палац спорту і критий басейн на площі Петрушевича, 4 (1932—1934)[6].
- Будівля нинішньої середньої школи № 28 на вулиці Тютюнників, 2, на розі з вулицею вулиці Архипенка (1932).
- Перебудова житлового будинку на вулиці Личаківській, 5 (1924).
- Будинок Управління міських електричних закладів Львова. Нині Обласне управління СБУ на вул. Вітовського, 55 (1935—1936). Проєкт розроблено у співавторстві з Тадеушем Врубелем, за участі Оттона Федака. Спорудженню передував конкурс, на якому проєкт не здобув призового місця, однак таки був прийнятий до реалізації[7].
- Колишній Будинок лікарів на вулиці Конопницької, 3 (1935—1937).
- Нинішній палац культури імені Гната Хоткевича на вулиці Кушевича, 1 (1933—1938).
- Комплекс відкритих басейнів «Залізна вода» (нині «Динамо») на вулиці Стуса. Збудований у 1934—1938 роках. Співавтор Адам Козакевич[6].
- Комплекс вілл «Професорська колонія» (1930-ті, співавтори Тадеуш Врубель, Максиміліан Кочур).

Нереалізовані
- Конкурсний проєкт будівель Товариства взаємного страхування у Львові на вулиці Пекарській (1911, спільно із Леопольдом Райсом). За умовами конкурсу комплекс мав складатись із трьох будівель: готелю, адміністративного корпусу і прибуткового будинку. II місце[8].
- Проєкт костелу святої Анни у Львові, створений для конкурсу 1912 року. Здобув одне з трьох третіх місць.[9] Був вирішений у формах сильно зміненого необароко зі «свійськими» мотивами[10].
- Проєкт будівлі Гімнастичного товариства «Сокіл IV». Здобув II місце на конкурсі 1914 року.[11].
- Конкурсний проєкт учительської семінарії у Пщині (1925, спільно з Тадеушем Врубелем). II місце.[12].
- Два проєкти санаторію у Криниці-Здруй. Розроблені спільно з Тадеушем Врубелем для конкурсу 1926 року. Один здобув III місце, другий отримав відзнаку журі[13].
- Проєкт Ремісничо-промислової школи в Познані. Був придбаний журі на конкурсі 1927 року. Співавтор Тадеуш Врубель[14].
- Конкурсний проєкт корпусів механічного і електротехнічного факультетів Львівської політехніки (1937, спільно з Тадеушем Врубелем, при співпраці Вітольда Раковського і Юліана Бжуховського). III місце[15]

Середня школа № 28
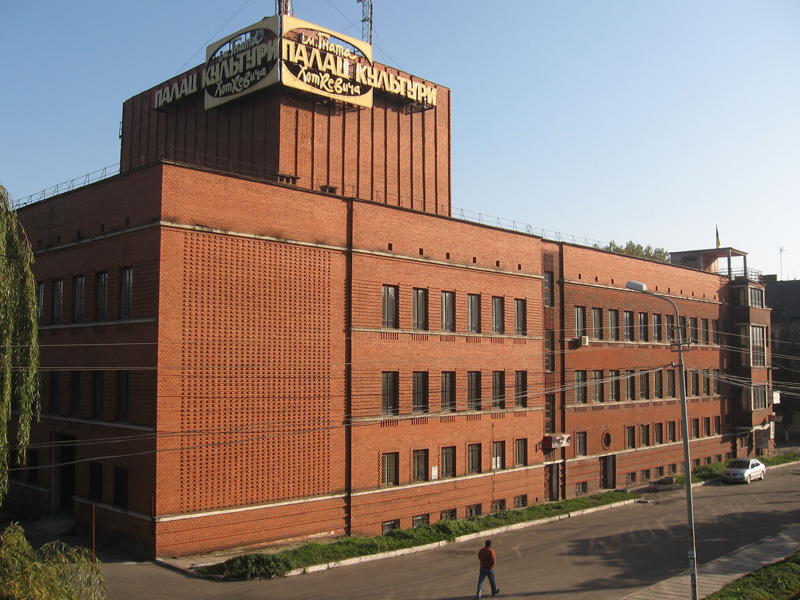
Палац культури імені Гната Хоткевича
Колишній будинок управління Міських електричних закладів
Колишній Будинок лікарів